# Mitchell Braafhart
Mitchell Braafhart (Hoek, 1 januari 1995) is een Nederlands voetballer die als doelman voor Cercle Brugge speelde.

## Carrière
Mitchell Braafhart speelde in de jeugd van HSV Hoek, waar hij in 2011 ook als reservedoelman op de bank zat. Om meer aan spelen toe te komen vertrok hij naar VV Zaamslag, waar hij de interesse van Cercle Brugge wekte. Hij vertrok naar de Belgische profclub, waar hij zijn enige wedstrijd in het betaald voetbal speelde. Dit was op 26 mei 2013, in de met 5-0 verloren uitwedstrijd tegen KVC Westerlo in de play-off om promotie/degradatie van de Eerste naar de Tweede klasse. Hierna speelde hij voor de amateurclubs VV Zaamslag, HSV Hoek en FC Axel. Sinds 2017 speelt hij voor VV Kloetinge. In 2016 was hij drie maanden keeperstrainer van HVV '24.

### Statistieken
| Seizoen                      | Club           | Land           | Competitie     | Competitie | Competitie | Beker | Beker | Overig | Overig | Totaal | Totaal |
| Seizoen                      | Club           | Land           | Competitie     | Wed.       | Dlp.       | Wed.  | Dlp.  | Wed.   | Dlp.   | Wed.   | Dlp.   |
| ---------------------------- | -------------- | -------------- | -------------- | ---------- | ---------- | ----- | ----- | ------ | ------ | ------ | ------ |
| 2010/11                      | HSV Hoek       | Nederland      | Topklasse zat. | 0          | 0          | 0     | 0     | –      | –      | 0      | 0      |
| 2012/13                      | Cercle Brugge  | België         | Eerste klasse  | 0          | 0          | 0     | 0     | 1      | 0      | 1      | 0      |
| 2014/15                      | HSV Hoek       | Nederland      | Topklasse zat. | 2          | 0          | 0     | 0     | 0      | 0      | 2      | 0      |
| Carrièretotaal               | Carrièretotaal | Carrièretotaal | Carrièretotaal | 2          | 0          | 0     | 0     | 1      | 0      | 3      | 0      |
| Bijgewerkt op 3 januari 2020 |                |                |                |            |            |       |       |        |        |        |        |